# Hauptmann Kornelius

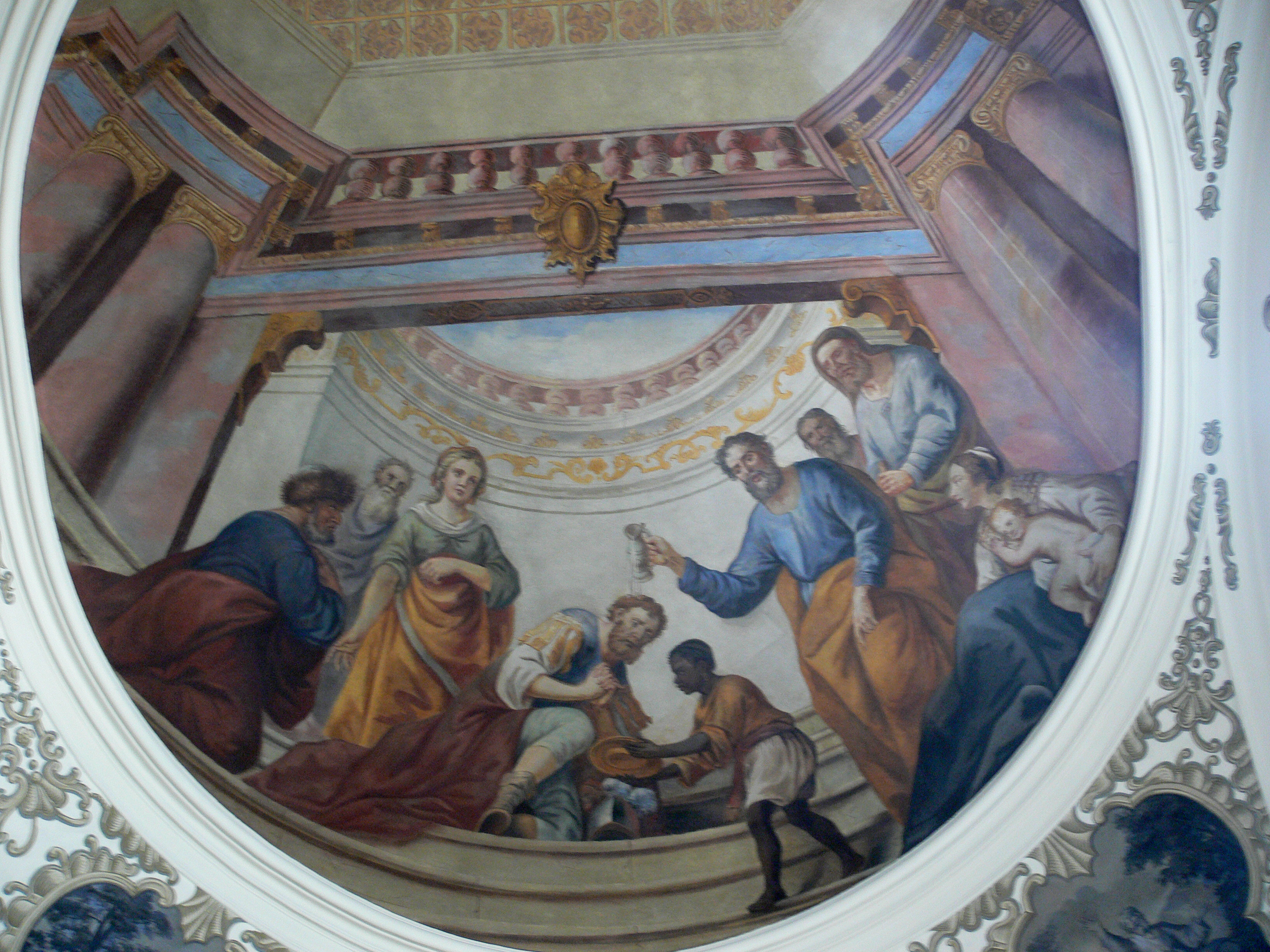
Corneliustaufe, Fresko von Johannes Zick in der Stadtpfarrkirche St. Martin in Biberach an der Riß, 1746

Der Hauptmann Kornelius (Cornelius) war nach der Schilderung in der Apostelgeschichte im Neuen Testament der Bibel ein römischer Centurio in Caesarea Maritima. Er gilt als einer der ersten Nichtjuden, der christlich getauft wurde.

## Biblische Geschichte
Seine Geschichte spielt einige Zeit nach Pfingsten, nachdem die Jerusalemer Urgemeinde gegründet war und bereits einige tausend (Apg 2,41 ) jüdische Mitglieder hatte. 
Die Bibel bezeichnet Kornelius und seine Angehörigen als gottesfürchtig und wohltätig (Apg 10,2 ). Er hatte dieses Urteil offenbar auch von den Juden in seinem Umfeld (Apg 10,22 ). Nach der biblischen Erzählung begegnete ihm ein Engel, der ihn aufforderte, den Apostel Simon Petrus zu sich holen zu lassen, um von diesem eine Nachricht zu hören (Apg 10,22  und 10,33 ).
Der Apostel Simon Petrus wurde, ebenfalls in einer Vision (Apg 10,9-16 ), davon überzeugt, dass die Heilsbotschaft auch den Heiden gelte. Bis dahin war er davon ausgegangen, sie gelte nur den Juden (vgl. Mt 15,24 ). Petrus ließ sich dann von Knechten des Kornelius in dessen Haus führen. Kornelius warf sich vor Petrus nieder, doch dieser erlaubte ihm nicht, ihn zu verehren (Apg 10,25 ).
Während Petrus predigte (Apg 10,34 ), fiel der Heilige Geist auf alle Zuhörer. Dass dies auch mit Nichtjuden geschah, wird als eine große Überraschung für Petrus und seine jüdischen Begleiter dargestellt (Apg 10,45 ). Petrus befahl daraufhin, Kornelius, seine Freunde und Verwandten (Apg 10,24 ) zu taufen (Apg 10,48 ). Kornelius ist somit nach biblischem Bericht der erste römische Heidenchrist. Zwei Kapitel zuvor, in Apg 8,34, wird von der Bekehrung und Taufe des äthiopischen Kämmerers berichtet.
Später bezieht sich Petrus noch zweimal (Apg 11  und 15 ) auf diese Erlebnisse. In beiden Fällen geht es um Konflikte aufgrund von jüdischen Traditionen in der Urgemeinde.

## Theologische und historische Bedeutung
Kornelius markiert den Beginn der sogenannten Heidenmission.
Die Gleichstellung von Juden und Heiden wurde dem Apostel Petrus offenbart, der die neue Sichtweise jedoch nur mit Hilfe von Paulus und Jakobus durchzusetzen vermochte (Apg 15 ).
Der späteren Überlieferung zufolge wurde Kornelius Bischof in Caesarea und erlitt den Märtyrertod. Er wird als Heiliger verehrt. Sein Gedenktag ist der 20. Oktober in der katholischen und der 13. September in der orthodoxen Kirche.